# برایان فریرا
برایان فریرا (انگلیسی: Brian Ferreira؛ زادهٔ ۲۴ مهٔ ۱۹۹۴) بازیکن فوتبال اهل آرژانتین است.
از باشگاه‌هایی که در آن بازی کرده‌است می‌توان به باشگاه فوتبال ولز سارسفیلد، باشگاه اتلتیکو ایندپندینته، و باشگاه فوتبال راسینگ کلوب آویاندا اشاره کرد.
وی همچنین در تیم ملی فوتبال Argentina U17 بازی کرده‌است.